# یواس‌اس لاگرهد (اس‌اس-۳۷۴)
یواس‌اس لاگرهد (اس‌اس-۳۷۴) (به انگلیسی: USS Loggerhead (SS-374)) یک زیردریایی بود که طول آن ۳۱۱ فوت ۹ اینچ (۹۵٫۰۲ متر) بود. این زیردریایی در سال ۱۹۴۴ ساخته شد.